# Stettener Tal
Das Stettener Tal ist ein vom Landratsamt Tuttlingen am 24. Februar 1992 durch Verordnung ausgewiesenes Landschaftsschutzgebiet auf dem Gebiet der Stadt Mühlheim an der Donau.

## Lage
Das Landschaftsschutzgebiet Stettener Tal liegt nördlich des Mühlheimer Stadtteils Stetten in einem linken Seitental des Donautals. Das Tal ist in den Mittleren Oberjura und die Oxford-Schichten eingeschnitten und liegt an der Grenze der Naturräume Hohe Schwabenalb und Baaralb und Oberes Donautal.

## Landschaftscharakter
Das Stettener Tal öffnet sich im Südosten zum Donautal. Es ist durch Hecken und Feldgehölze kleinräumig strukturiert. Die Offenlandflächen werden als Wiesen oder Äcker genutzt. Am linken Talhang befindet sich das Naturschutzgebiet Stettener Halde, ein schmaler Wacholderheidenstreifen. Die Talhänge sind überwiegend bewaldet.  